# Espaçador de asma

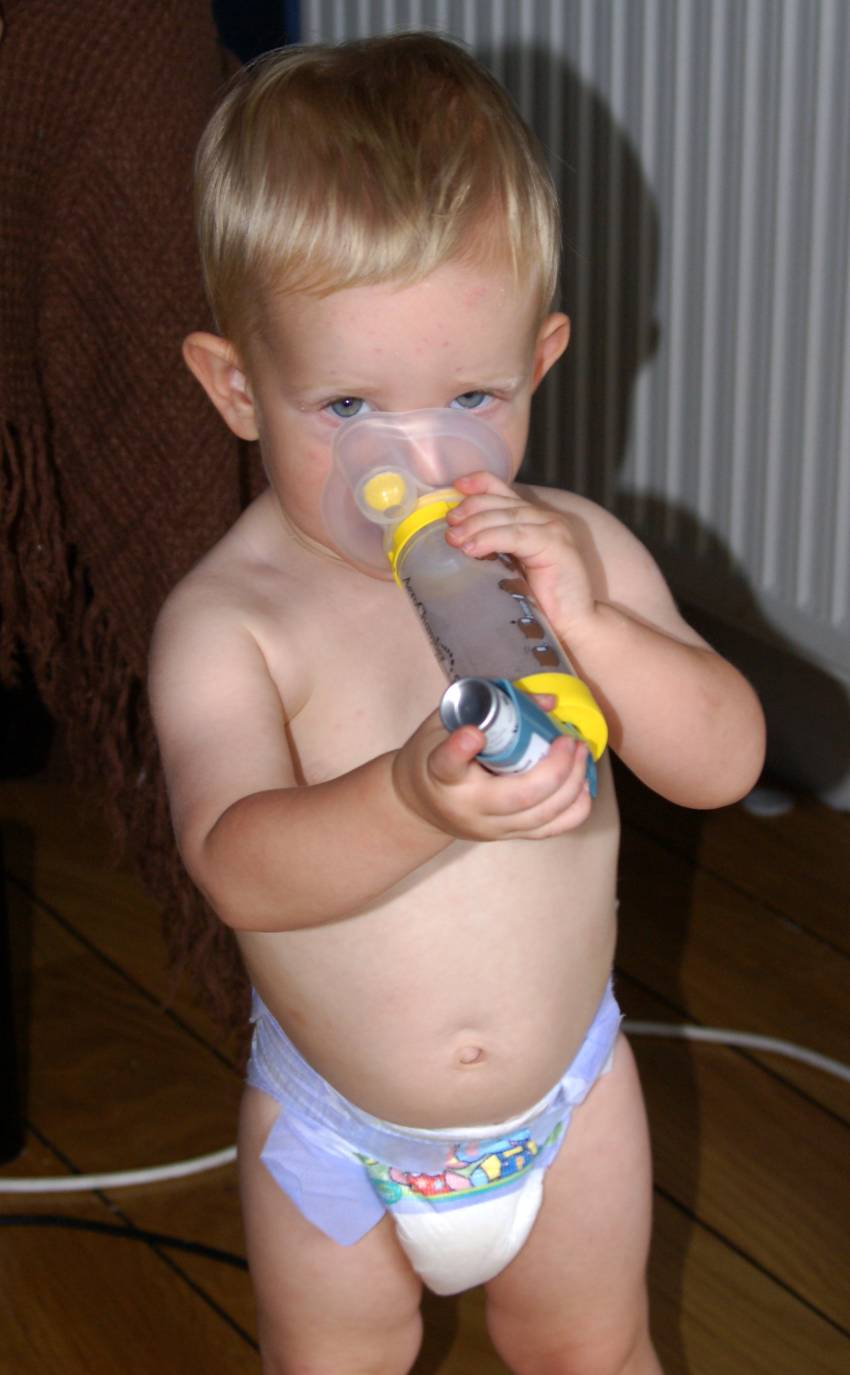
Bebé a usar um inalador com espaçador.

Um espaçador de asma ou câmara expansora é um dispositivo complementar usado para facilitar a administração de medicamentos através de inaladores dosimetrados. O espaçados acrescenta espaço na forma de uma câmara entre o inalador e a boca do paciente, permitindo ao paciente inalar a medicação respirando lentamente.
É recomendado para pacientes que não possuem coordenação mão-boca adequada e assim, não conseguem obter a ação máxima do tratamento, em geral, as crianças menores estão neste grupo.
Além de espaçadores com e sem máscara, existem os espaçadores de grande volume e pequeno volume, sendo o uso sempre indicado por um médico.